# Klewki Wąskotorowe
Klewki Wąskotorowe – zlikwidowany wąskotorowy przystanek osobowy w Przasnyszu, w województwie mazowieckim, w Polsce. Została otwarta w 1915 roku. Należy do Mławskiej Kolei Dojazdowej.